# Archie Scott Brown
Archie Scott Brown (n. 13 mai 1927, Paisley⁠(d), Scoția, Regatul Unit – d. 19 mai 1958, Heusy⁠(d), Valonia, Belgia) a fost un pilot scoțian de Formula 1 care a evoluat în Campionatul Mondial în sezonul 1956.